# Тадзін (Лодзький-Східний повіт)
Тадзін (пол. Tadzin) — село в Польщі, у гміні Жґув Лодзький-Східного повіту Лодзинського воєводства.